# Pascal Meunier
Pour les articles homonymes, voir Meunier.
Pour l’article homonyme, voir Pascal Meunier, diplomate, ambassadeur de France en Azerbaïdjan puis en Géorgie.
Pascal Meunier, né le 6 mai 1966, est un reporter-photographe français.

## Biographie
Originaire de Bourgogne, Pascal Meunier a d'abord fait des études d'histoire et un DEA de sciences politiques avant de se consacrer à la photographie.
Pascal Meunier travaille sur le monde arabo-musulman et plus particulièrement sur les aspects culturels de cette civilisation.
Il commence son parcours en Syrie puis réalise une série de reportages en Mauritanie, au Yémen, en Turquie, en Égypte, en Libye, en Iran, etc. Il s’intéresse aux patrimoines, aux traditions et modes de vie en péril. Et surtout aux hammams ou bains d’orient qui disparaissent peu à peu. Il a publié deux livres sur le sujet, le dernier : Hammams, est paru en 2005 aux éditions Dakota.
Ses reportages ont été publiés dans Le Monde 2, Grands Reportages, L'Espresso, Géo, Newsweek, Eight…
Il est notamment représenté par les agences Cosmos et Grazia Neri (it).

## Collections, expositions
- Le hammam dévoilé, en 2007 à Paris, avec Anne Rosado[2].
- Pascal Meunier : Les derniers bains du Caire, Paris, 2009[3].
- Bains du Caire et d'ailleurs, Alexandrie, 2010[4].

## Quelques-uns de ses livres
- Les Derniers bains du Caire, Le Bec en l'air, 2008.
- Cairo, Shanghaï Bookstore Publishing House, 2006.
- Hammams, Dakota éditions, 2005.
- Hammams. Les bains magiciens, Dakota éditions, 2001.